# Raisting
Raisting è un comune tedesco di 2 212 abitanti, situato nel Land della Baviera.